# 第2次橋本内閣 (改造)
第2次橋本改造内閣（だいにじはしもとかいぞうないかく）は、橋本龍太郎が第83代内閣総理大臣に任命され、1997年（平成9年）9月11日から1998年（平成10年）7月30日まで続いた日本の内閣。

## 特徴
前の第2次橋本内閣の改造内閣である。
橋本の自由民主党総裁の再選に伴う内閣改造。留任は橋本首相、三塚博大蔵大臣、小泉純一郎厚生大臣、久間章生防衛庁長官の4名。幹事長加藤紘一、政調会長山崎拓は続投したが、梶山静六内閣官房長官の辞任を認め、同じ小渕派の村岡兼造を後任に充てた。ロッキード事件で有罪が確定していた佐藤孝行を総務庁長官に起用した事に非難が集中、佐藤は9月22日に辞任した。佐藤は歴代内閣に入閣を拒まれ、橋本も入閣させない意向だったが、中曽根康弘の強硬な推薦に抗し切れず起用した。この一件で内閣支持率は改造前の50％前後から30%台に急落する。
小渕派の会長で橋本と同期の小渕恵三が外務大臣に起用され、外務省の事務当局が米国への配慮から難色を示していた対人地雷全面禁止条約（オタワ条約）の署名を決断、「日本は米国に気兼ねせず、独自の判断をすればよい」と平然と語るなど、存在感を見せていた。
この内閣の時に北海道拓殖銀行、三洋証券、山一證券などが経営破綻に追い込まれて金融不安が発生する。
橋本行革の課題の一つである郵政三事業について、「簡保民営化、郵便は国営、郵貯は民営化準備」と行政改革会議が中間報告でいったん決めたのに対し、郵政一家の巻き返しで国営維持論が強まったため、小泉が10月12日にテレビ番組で、国営維持なら厚生相を辞任する考えを示し、大騒ぎになったことである。小泉の辞任騒ぎは郵政三事業の国営維持論に対する牽制と受け止められた。
大蔵省接待汚職事件が国民的問題になり、大蔵大臣の三塚博が1998年（平成10年）1月28日に引責辞任し、森喜朗、梶山静六などが有力候補に挙がったが、2人は固辞し、衆院予算委員長の松永光が就任した。
1998年（平成10年）5月には衆議院において復党や無所属議員の入党などにより自民党が単独過半数を回復する。これらの情勢の変化もあり6月1日、社会民主党、新党さきがけとの閣外協力を解消した。
1998年（平成10年）7月12日に行われた第18回参議院議員通常選挙での自民党大敗により内閣総辞職する。同選挙では環境庁長官の大木浩は落選した。在任期間が900日を超えたのは中曽根康弘以来であった。
ちなみに、村山改造内閣（1995年(平成7年)8月8日 - 1996年(平成8年)1月11日）以来の、女性閣僚が一人も居ない内閣であった。

## 国務大臣
所属政党・出身:
  自由民主党（小渕派）   自由民主党（三塚派）   自由民主党（宮澤派）   自由民主党（河本派）   自由民主党（旧渡辺派）  自由民主党（無派閥）   中央省庁・民間
| 職名 | 代    | 氏名       | 氏名 | 出身等                         | 特命事項等                                       | 備考                            |
| --- | ----- | ---------- | ---- | ------------------------------ | ------------------------------------------------ | ------------------------------- |
| 内閣総理大臣 | 83    | 橋本龍太郎 |      | 衆議院 自由民主党 （小渕派）   |                                                  | 自由民主党総裁                  |
| 法務大臣 | 64    | 下稲葉耕吉 |      | 参議院 自由民主党 （無派閥）   |                                                  | 初入閣                          |
| 外務大臣 | 121   | 小渕恵三   |      | 衆議院 自由民主党 （小渕派）   |                                                  |                                 |
| 大蔵大臣 | 102   | 三塚博     |      | 衆議院 自由民主党 （三塚派）   |                                                  | 留任 1998年1月28日免            |
| 大蔵大臣 | 103   | 橋本龍太郎 |      | 衆議院 自由民主党 （小渕派）   | 内閣総理大臣兼任                                 | 1998年1月28日兼 1998年1月30日免 |
| 大蔵大臣 | 104   | 松永光     |      | 衆議院 自由民主党 （旧渡辺派） |                                                  | 1998年1月30日任                 |
| 文部大臣 | 124   | 町村信孝   |      | 衆議院 自由民主党 （三塚派）   |                                                  | 初入閣                          |
| 厚生大臣 | 80    | 小泉純一郎 |      | 衆議院 自由民主党 （三塚派）   | 年金問題担当                                     | 留任                            |
| 農林水産大臣 | 25    | 越智伊平   |      | 衆議院 自由民主党 （旧渡辺派） |                                                  | 1997年9月26日免                 |
| 農林水産大臣 | 26    | 島村宜伸   |      | 衆議院 自由民主党 （旧渡辺派） |                                                  | 1997年9月26日任                 |
| 通商産業大臣 | 60    | 堀内光雄   |      | 衆議院 自由民主党 （宮澤派）   |                                                  |                                 |
| 運輸大臣 | 72    | 藤井孝男   |      | 衆議院 自由民主党 （小渕派）   |                                                  | 初入閣                          |
| 郵政大臣 | 63    | 自見庄三郎 |      | 衆議院 自由民主党 （旧渡辺派） |                                                  | 初入閣                          |
| 労働大臣 | 64    | 伊吹文明   |      | 衆議院 自由民主党 （旧渡辺派） |                                                  | 初入閣                          |
| 建設大臣 | 65    | 瓦力       |      | 衆議院 自由民主党 （宮澤派）   | 土地対策担当                                     |                                 |
| 自治大臣 国家公安委員会委員長 | 51 60 | 上杉光弘   |      | 参議院 自由民主党 （小渕派）   |                                                  | 初入閣                          |
| 内閣官房長官 | 62    | 村岡兼造   |      | 衆議院 自由民主党 （小渕派）   | 男女共同参画担当 阪神・淡路復興対策担当 沖縄担当 |                                 |
| 総務庁長官 | 20    | 佐藤孝行   |      | 衆議院 自由民主党 （旧渡辺派） | 中央省庁改革等担当                               | 初入閣 1997年9月22日免          |
| 総務庁長官 | 21    | 小里貞利   |      | 衆議院 自由民主党 （宮澤派）   | 中央省庁改革等担当                               | 1997年9月22日任                 |
| 北海道開発庁長官 沖縄開発庁長官 | 66 35 | 鈴木宗男   |      | 衆議院 自由民主党 （小渕派）   | 沖縄担当                                         | 初入閣                          |
| 防衛庁長官 | 59    | 久間章生   |      | 衆議院 自由民主党 （小渕派）   |                                                  | 留任                            |
| 経済企画庁長官 | 54    | 尾身幸次   |      | 衆議院 自由民主党 （三塚派）   | 総合交通対策担当                                 | 初入閣                          |
| 科学技術庁長官 | 56    | 谷垣禎一   |      | 衆議院 自由民主党 （宮澤派）   | 原子力委員会委員長                               | 初入閣                          |
| 環境庁長官 | 35    | 大木浩     |      | 参議院 自由民主党 （小渕派）   | 地球環境問題担当                                 | 初入閣                          |
| 国土庁長官 | 30    | 亀井久興   |      | 参議院 自由民主党 （宮澤派）   | 研究・学園都市担当                               | 初入閣                          |
| 1. 辞令のある留任は個別の代として記載し、辞令のない留任は記載しない。 2. 臨時代理は、大臣空位の場合のみ記載し、海外出張時等の一時不在代理は記載しない。 3. 代数は、臨時兼任・臨時代理を数えず、兼任・兼務は数える。 |       |            |      |                                |                                                  |                                 |

## 内閣官房副長官・内閣法制局長官
- 内閣法制局長官
  - 大森政輔
- 内閣官房副長官
  - 額賀福志郎（政務）
- 内閣官房副長官
  - 古川貞二郎（事務）

## 内閣総理大臣補佐官
- 内閣総理大臣補佐官（行政改革担当）
  - 水野清
- 内閣総理大臣補佐官（沖縄担当）
  - 岡本行夫

## 政務次官
- 法務政務次官 - 横内正明
- 外務政務次官 - 高村正彦（留任）
- 大蔵政務次官 - 中村正三郎（留任）、塩崎恭久（参議院）
- 文部政務次官 - 森田健作（1997年9月12日 - 1998年3月11日）[8]／狩野安（参・1998年3月11日 - 1998年7月30日）[8]
- 厚生政務次官 - 原田義昭
- 農林水産政務次官 - 岸本光造、矢野哲朗（参）
- 通商産業政務次官 - 遠藤武彦、溝手顕正（参）
- 運輸政務次官 - 江口一雄
- 郵政政務次官 - 中谷元
- 労働政務次官 - 柳本卓治
- 建設政務次官 - 蓮実進
- 自治政務次官 - 佐藤静雄（参）
- 総務政務次官 - 熊代昭彦
- 北海道開発政務次官 - 吉川貴盛
- 防衛政務次官 - 栗原裕康
- 経済企画政務次官 - 栗本慎一郎
- 科学技術政務次官 - 加藤紀文（参）
- 環境政務次官 - 山本公一
- 沖縄開発政務次官 - 嘉数知賢
- 国土政務次官 - 坪井一宇（参）